# Jonathan Mazzola
Jonathan Mazzola (El Arañado, Provincia de Córdoba, Argentina, 30 de abril de 1991) es un futbolista argentino. Juega como mediocampista y su primer equipo fue Boca Juniors. Actualmente milita en Huracán Las Heras.

## Trayectoria
A los 4 años empezó a jugar en el Club su pueblo El Arañado, de ahí jugo cuatro o cinco años. Después surgió que fuera a jugar a Huracán de Las Varillas su técnico era Germán Juárez y Marcelo Gómez el preparador físico y surgió que fueron a probar a jugar afuera lo llevaron a distintos campeonatos, luego un año más en Huracán, un año más en El Arañado y tuvo la suerte que vino gente a mirar chicos, que eran empresarios de Córdoba que llevaban chicos a Buenos Aires y otras partes del país. Tuvo la suerte de que les gustó como jugaba y se fue a Sportivo Belgrano que el empresario tenía convenio y después tenía una Escuelita en Córdoba que se llama Atalaya , estuvo un año en Atalaya , se entrenó, se preparó como para competir en alto nivel en Buenos Aires y se probó en distintos Clubes, Estudiantes, River Boca, Chacarita y llegó un momento que tuvo que decidir y se fue a Boca por el sentimiento hacia dicho club.
Su debut oficial se produjo el 27 de marzo de 2011, ante Colón de Santa Fe, ingresando en el minuto 86 en reemplazo de Cristian Manuel Chávez. 
El 6 de mayo de 2012, reapareció en la primera de Boca Jrs. jugando 7 minutos frente a Atlético Rafaela en el empate 2-2 (con un gol en el cierre de chilena de Nicolás Blandi), Jonathan jugó el encuentro con la camiseta número 33.

## Clubes
| Club                    | País      | Año           | PJ | G |
| ----------------------- | --------- | ------------- | -- | - |
| Boca Juniors            | Argentina | 2011-2013     | 2  | 0 |
| Sportivo Belgrano       | Argentina | 2013-2014     | 20 | 0 |
| Sportivo Italiano       | Argentina | 2014-2015     | 18 | 0 |
| Rangers de Talca        | Chile     | 2015-2016     | 31 | 0 |
| Estudiantes de San Luis | Argentina | 2016-2017     | 44 | 1 |
| Sportivo Belgrano       | Argentina | 2018-2019     | 32 | 0 |
| Huracán Las Heras       | Argentina | 2019          | 10 | 0 |
| Vida                    | Honduras  | 2020          | 14 | 0 |
| Huracán Las Heras       | Argentina | 2021-presente |    |   |